# FC Mühlburg 1905
FC Mühlburg 1905 was een Duitse voetbalclub uit Mühlburg, een stadsdeel van Karlsruhe. De club werd in 1905 opgericht als FC Mühlburg en speelde lange tijd in de schaduw van stadsgenoten Karlsruher FV en Phönix Karlsruhe. Na een fusie met VfB Karlsruhe in 1933 verbeterde de club zich en werd de sterkste van de stad. In 1952 fuseerde de club met het aan lager wal geraakte Phönix en vormt zo het huidige Karlsruher SC.

## Geschiedenis
Op 3 augustus 1905 werd de club opgericht door enkele afvallige leden van 1. FV Sport Mühlburg, over deze club is nog maar weinig bekend en waarschijnlijk werd deze ook rond 1905 ontbonden. Later sloot de club Viktoria 1892 Mühlburg zic bij de club aan.
De club was aangesloten bij de Zuid-Duitse voetbalbond. In 1908 nam de club intrek in het Stadion Honsellstraße. In 1911 promoveerde de club voor het eerst naar de hoogste klasse, toen de Südkreisliga. De competitie was een van de sterkste van het Duitse keizerrijk, want in dezelfde reeks als Mühlburg speelden met Karlsruher FV, Phönix Karlsruhe en Freiburger FC, drie landskampioenen van de laatste vijf jaar en met 1. FC Pforzheim en Stuttgarter Kickers ook nog één twee vicekampioenen. Mühlburg werd slechts tiende op elf clubs en omdat de competitie herleid werd naar acht clubs degradeerde de club meteen. Na één seizoen promoveerde de club weer en eindigde op een respectabele vijfde plaats en was dat jaar zelfs de beste club uit Karlsruhe.
Na de Eerste Wereldoorlog voerde de Zuid-Duitse bond nieuwe competities in en de club ging in de Badense competitie spelen. Na twee seizoenen ging deze op in de Württemberg-Badense competitie. De competitie werd op twee jaar tijd telkens gehalveerd en de eerste vier teams plaatsten zich voor het volgende seizoen en Mühlburg kwalificeerde zich beide keren. Na twee jaar in de gezamenlijke competitie degradeerde de club echter. Het duurde tot 1931 vooraleer de club terug promoveerde, naar de inmiddels heringevoerde Badense competitie. Na een zevende plaats in het eerste seizoen werd de club vijfde in 1932/33.
Op 28 juli 1933 fuseerde de club met VfB Karlsruhe tot VfB Mühlburg, een voorloper van het huidige Karlsruher SC. De fusie was onder lichte politieke druk.